# Rhynchina changyangis
Rhynchina changyangis is een vlinder uit de familie van de spinneruilen (Erebidae). De wetenschappelijke naam van de soort is voor het eerst geldig gepubliceerd in 1999 door Mayerl & Lödl.